# Elina Swerawa
Elina Aljaksandrauna Swerawa (belarussisch Эліна Аляксандраўна Зьверава, englisch Elina Zverava, russisch Эллина Александровна Зверева Ellina Aleksandrowna Swerewa, englisch Ellina Zvereva; * 16. November 1960 in Dolgoprudny) ist eine belarussische Diskuswerferin. 
Swerawa bestreitet seit 1979 Diskuswettkämpfe. Bei den Olympischen Spielen 1988 in Seoul belegte sie den 5. Platz. Bei den Spielen 1992 in Barcelona war sie wegen Steroid-Dopings gesperrt, siegte dann aber nach ihrer Rückkehr 1993 bei den Weltmeisterschaften 1995 in Göteborg. Bei den Spielen 1996 in Atlanta folgte dann die Bronzemedaille. Im Jahr darauf erreichte Swerawa Platz 2 bei den Weltmeisterschaften 1997 in Athen. Bei den Olympischen Spielen 2000 in Sydney holte sie die Goldmedaille in ihrer Disziplin. Sie war zu diesem Zeitpunkt mit 39 Jahren die älteste Leichtathletikgoldmedaillengewinnerin der Geschichte. 
Nach diesem Triumph belegte sie im folgenden Jahr wiederum den zweiten Platz bei den Weltmeisterschaften 2001 in Edmonton, wurde aber vier Jahre später zur Weltmeisterin erklärt, da die vorher auf dem ersten Platz geführte Natalja Sadowa bei dem Wettkampf zu hohe Koffeinwerte hatte. 

## Erfolge im Einzelnen
- 1995, Weltmeisterschaften Göteborg: Platz 1 (68,64 m)
- 1996, Olympische Spiele Atlanta: Platz 3 (65,64 m)
- 1997, Weltmeisterschaften Athen: Platz 2 (65,90 m)
- 2000, Olympische Spiele Sydney: Platz 1 (68,40 m)
- 2001, Weltmeisterschaften Edmonton: Platz 1 (67,10 m)